# 金澤篤志
金澤 篤志（かなざわ あつし、1978年4月2日 - ）は、千葉県出身のバスケットボール指導者である。

## 来歴
八千代市立八千代中学校、千葉県立佐倉高等学校、筑波大学で選手として活躍し、卒業後はヨルダンのアル・ジャリールスポーツクラブのアシスタントコーチと同クラブのU-14及びU-16チームヘッドコーチを2003年まで務める。
2005年、八千代市選抜チームのアシスタントコーチを務める。
2006年より母校・筑波大でアシスタントコーチを務める。
2007年から2シーズン、ライジング福岡アシスタントコーチに就任。
2009年、高松ファイブアローズアシスタントコーチに就任。福岡、高松時代いずれもヘッドコーチはカール・ジョン・ニューマン。
2010年、ニューマン退任後のヘッドコーチに昇格。
2011年、茨城県つくば市を本拠地として翌2012-13シーズンよりJBL2に参戦するデイトリック茨城のゼネラルマネージャーに就任。
2012年2月、ライジング福岡のヘッドコーチに就任。2012-13シーズンにチームをbjリーグ準優勝に導く。
2013年、TGI D-RISEヘッドコーチに就任。
2014年、パスラボ山形ワイヴァンズの初代ヘッドコーチに就任。また、3x3男子日本代表のアドバイザリーコーチも務めFIBA 3x3世界選手権に帯同した。
2016年に山形を離れ、古巣であるライジング福岡のヘッドコーチに復帰した。この年、チームは名称を「ライジングゼファーフクオカ」に変更している。2017年2月退団。
同年、日本バスケットボール協会で技術委員となり、再び3x3日本代表でチームリーダーの役職で強化を担当している。